# Üzbég kán

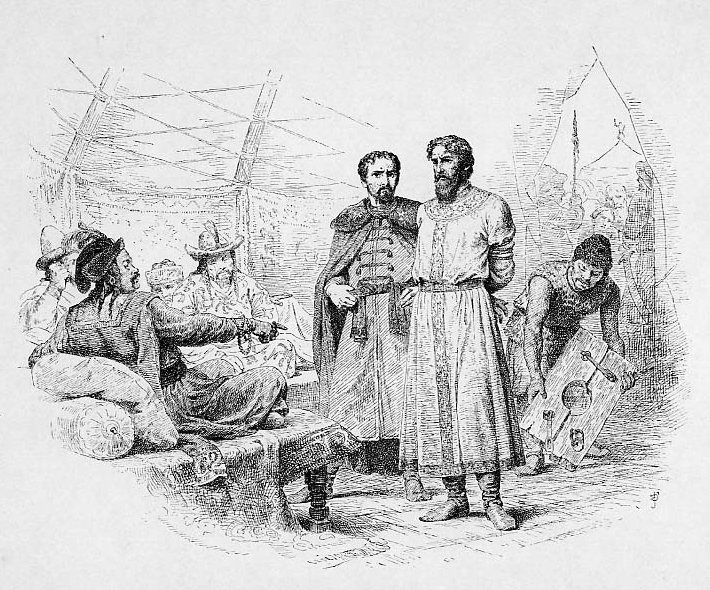
Mihail Jaroszlevics Üzbég kán előtt. V. P. Verescsagin rajza 1890.

Üzbég vagy Özbek (mongolul Өзбег, kb. 1283 – 1341) az Arany Horda leghosszabb ideig uralkodó kánja. Uralkodása idején volt az állam a hatalma csúcsán. Üzbég kán végleg muzulmán állammá alakította az Arany Hordát.

## Hatalomra kerülése
1291-ben Tokta elragadta a hatalmat Talabuga kántól és kivégeztette. Togrul, Tokta bátyja Talabuga támogatója volt, és őt is megölték, fiát, Üzbéget pedig az ország határvidékére, a cserkeszekhez (vagy Khorezmbe) száműzték. Tokta kán 1312-es halála után az akkor harmincéves Üzbég visszatért, hogy az elsőszülötti vérvonal legidősebb tagjaként magának követelje a trónt. Kutlug Temür beglerbég és apja valamikori felesége, Bajalun-katun támogatásával megölette vetélytársát, Tukelt (más forrás szerint Ikszárt), Tokta kán fiát és így ő lett a Dzsocsi-ulusz kánja. Üzbég a muzulmán vallás felé hajlott, bár hivatalosan csak 1320/21 körül vette fel az iszlámot. Új hitében a Mohamed nevet kapta. A régi valláshoz ragaszkodó főurak összeesküvést szőttek a meggyilkolására, de Üzbéget időben figyelmeztették és kíméletlenül leszámolt az összeesküvőkkel: 120 Dzsingisz kán-leszármazott főurat végeztetett ki.

## Uralkodása

Az Arany Horda címere.

Üzbég kán erős kézzel uralkodott és meggátolt minden szeparatista törekvést. Buzgó muszlim volt és igyekezett a vallást elterjeszteni a kánságon belül, támogatta a térítést és a mecsetek és medreszék építését a városokban. A keresztényekkel szemben toleránsan viselkedett, kiváltságokat adott az ortodox egyháznak, még XXII. János pápa is küldött neki köszönő levelet a keresztényekkel való bánásmódja miatt.
Üzbég új fővárost alapított, kb. 180 kilométerre északnyugatra Szarajtól, Új-Szaraj (Szaraj al-Dzsadid) néven. Az elődje által elkergetett genovai kereskedőknek visszaszolgáltatta birtokaikat és jogosítványaikat a Krímen és az Azovi-tengernél a velenceiek is fenntarthattak egy kisebb kereskedőállomást.

## Külpolitikája
1315-ben az uralmával elégedetlen egyik főúr, Baba, népével együtt a perzsiai Öldzsejtü ilhán szolgálatába állt. Innen támadt rá az Arany Hordához tartozó Khorezmre, legyőzte a kormányzó seregét és a tartományt kifosztva, ötvenezer fogollyal vonult vissza. A Dzsocsi-ulusszal jó viszonyt ápoló csagatáj kán lecsapott a visszavonuló csapatokra és kiszabadította a foglyokat. A felháborodott Üzbég kán elégtételt követelő követséget küldött Perzsiába és Öldzsejtü a követ jelenlétében végeztette ki Babát.
A békülékeny gesztus ellenére Üzbég fenntartotta az Arany Horda uralkodóinak igényét Azerbajdzsánra és 1318/1319-ben, 1325-ben és 1335-ben is vezetett  hadjáratokat a perzsa határvidékre, ám tartós sikert nem sikerült elérnie. Maga a vezírré kinevezett Kutlug Temür is ellenezte a két kánság között akkor már egy évszázada eredmény nélkül dúló konfliktus folytatását mert hátráltatta a kereskedelmet.
Üzbég elődeihez hasonlóan jó viszonyt tartott fent az egyiptomi mamelukokkal és az előző kán húgát feleségül adta az egyiptomi szultánhoz. Az Arany Horda eleinte rossz viszonyban volt Bizánccal és kétszer is, 1324-ben és 1337-ben Bulgáriát segítve a mongolok végigfosztogatták Trákiát, később azonban a viszony megjavult és III. Andronikosz császár elődei példáját követve feleségül adta törvénytelen lányát Üzbéghez.

## Viszonya az orosz fejedelemségekkel
1317-ben Üzbég kán feleségül adta a nővérét Jurij Danyilovics moszkvai fejedelemnek, aki a kán támogatásával a háta mögött megpróbálta elragadni a vlagyimiri nagyfejedelmi címet a tveri Mihail Jaroszlavicstól. Mihail nagyfejedelem azonban döntő vereséget mért a tatárokkal megerősített moszkvai seregre és foglyul ejtette Jurij feleségét is, aki azonban tisztázatlan körülmények között meghalt a fogságában. Üzbég az udvarába rendelte Mihail Jaroszlavicset és a húga megmérgezésének vádjával halálra ítélte. A volt nagyfejedelem egy hónapig követte a vándorló káni tábort kalodába zárva és rongyokba öltözve míg végül 1318. november 22-én végrehajtották az ítéletét.
Jurij Danyilovics halála után a mongoloktól átvett örökösödési rendszer alapján Mihail fiai, előbb Dmitrij, majd Alekszandr lett a vlagyimiri nagyfejedelem. 1327-ben felkelés tört ki a tatár adószedők ellen és a tveriek megölték a kán követét. Ivan Kalita moszkvai fejedelem (Jurij Danyilovics öccse) Üzbég kánhoz sietett és felajánlotta szolgálatait. Ötvenezer tatárral tért vissza és leverte a lázadást, valamint feldúlta a Tverhez tartozó földeket. A kán kettéosztotta a nagyfejedelemséget és az egyik részt Ivan Kalitának, a másikat Vlagymir városával együtt a jelentéktelen szuzdali fejedelemnek adta. 1331-től Ivan a teljes nagyfejedelemség uralkodója lett. Alekszandr Litvániába menekült, majd csak 1337-ben utazott el Új-Szarajba és kérte a kán bocsánatát amit meg is kapott és visszakapta a tveri fejedelemséget. Két évvel később azonban Ivan Kalita vádaskodásának hatására Üzbég mégis kivégeztette Alekszandrt és legidősebb fiát.
1340-ben a szmolenszki herceg késett az adó befizetésével, ezért a kán feldúlta a fejedelemséget, amiben ismét Ivan Kalita volt segítségére. Ugyanebben az évben örökös nélkül meghalt a halicsi fejedelem és az országért a lengyelek és a litvánok vetélkedtek egymással. Az egyik bojár a kánt hívta segítségül a lengyelek ellen, és az egyesült orosz-tatár sereg kifosztotta Lublint, de III. Kázmér lengyel király legyőzte őket a Visztulánál.
Üzbég kán 1341-ben halt meg, trónját legidősebb életben levő fia, Tinibég örökölte. Összesen hét fia ismert: Timurbég, Tinibég, Dzsanibég, Tulunbég, Irinbég, Tugdibég és Hizr-bég.

## Fordítás
Ez a szócikk részben vagy egészben  a(z)   Узбек-хан című orosz Wikipédia-szócikk ezen változatának fordításán alapul.  Az eredeti cikk szerkesztőit annak laptörténete sorolja fel. Ez a jelzés csupán a megfogalmazás eredetét és a szerzői jogokat jelzi, nem szolgál a cikkben szereplő információk forrásmegjelöléseként.